# Hechtenis
Hechtenis (van Middelnederlands hechtenesse 'gevangenschap') is een vorm van detentie waarbij de vrijheidsbeneming door een overheid of een andere hogere (of sterkere) macht geschiedt. De betekenis kan, in het Belgisch en het Nederlands recht, verschillen. 
Het Belgische strafrecht kent de 'hechtenis' als straf voor politieke misdaden en de 'voorlopige hechtenis' waarbij een verdachte in het kader van een gerechtelijk onderzoek zijn vrijheid ontnomen wordt.
Het Nederlandse strafrecht maakt een onderscheid tussen de 'principale hechtenis' (als vrijheidsstraf voor overtredingen en sommige lichte misdrijven), de 'voorlopige hechtenis' (als dwangmiddel tegen een nog niet veroordeelde verdachte), en de 'vervangende hechtenis' (ter vervanging van een niet goed uitgevoerde straf of maatregel).

## België

### Hechtenis
In het Belgisch strafrecht wordt de vrijheidsstraf bij een misdaad opsluiting genoemd. Deze kan levenslang of tijdelijk zijn. Bij een overtreding, een wanbedrijf en bij een gecorrectionaliseerde misdaad  wordt de term gevangenisstraf gebruikt (artikel 7 van het Strafwetboek). Voor politieke misdaden wordt er niet de term opsluiting gebruikt, maar spreekt men van hechtenis. 
Het onderscheid tussen opsluiting en hechtenis is van belang indien er verzachtende omstandigheden worden aangenomen: bij hechtenis kan men een lagere straf uitspreken. Een voorbeeld zal het concrete belang van de strafbaarstelling met hechtenis aantonen. Het beklimmen van militaire afsluitingen is een wanbedrijf, strafbaar met een correctionele straf (gevangenisstraf en geldboete) (artikel 120ter van het Strafwetboek). In oorlogstijd wordt dit wanbedrijf echter gestraft met ‘hechtenis’ (artikel 120sexies, al. 3, van het Strafwetboek). Hieruit wordt afgeleid dat het beklimmen van militaire afsluitingen ook in vredestijd altijd een politiek misdrijf is, waarvoor het hof van assisen altijd bevoegd is. Dat heeft tot gevolg dat bomspotters (die over de afsluiting van de militaire basis van Kleine-Brogel klimmen) alleen maar kunnen vervolgd worden voor het hof van assisen, wat in de praktijk niet voorvalt. Op deze wijze is voormalig senator Patrik Vankrunkelsven reeds enkele keren aan vervolging voor bomspotting ontsnapt.

### Voorlopige hechtenis
De voorlopige hechtenis (Frans: détention préventive) is de vrijheidsberoving van een verdachte in het kader van een gerechtelijk onderzoek in strafzaken. Tot voorlopige hechtenis wordt enkel besloten via een aanhoudingsbevel opgelegd door een onderzoeksrechter. De maximumduur van een aanhoudingsbevel is vijf dagen. Daarna beslist de Raadkamer van maand tot maand over het al dan niet handhaven van de voorlopige hechtenis. Beroep is mogelijk bij de Kamer van Inbeschuldigingstelling. Een bijzondere vorm van voorlopige hechtenis is de onmiddellijke aanhouding. Voorlopige hechtenis is te onderscheiden van andere vormen van preventieve vrijheidsberoving, zoals de bestuurlijke aanhouding door de politie, de gerechtelijke arrestatie door de politie of het parket, en de vrijheidsberoving op grond van een medebrengingsbevel van de onderzoeksrechter.
Wanneer de voorlopige hechtenis achteraf bezien onnodig was, spreekt men van onwerkzame voorlopige hechtenis en kan de betrokkene schadevergoeding bekomen van de staat.
Historisch werd de voorlopige hechtenis geregeld door het Wetboek van Strafvordering van 1808, tot de materie er bij wet van 12 februari 1852 werd uitgelicht. Nadien kende de wet op de voorlopige hechtenis verschillende opvolgers: de wet van 20 april 1874, de wet van 13 maart 1973 en ten slotte de wet van 20 juli 1990.

## Nederland

### Voorlopige hechtenis
Wanneer de officier van justitie vindt dat een verdachte langer moet worden vastgehouden, zal hij de rechter-commissaris vragen om een bevel tot bewaring af te geven. Wordt dat verzoek toegewezen, dan is dat het begin van een voorlopige hechtenis.
Deze hechtenis vindt plaats in een huis van bewaring of in het politiebureau; in het laatste geval heet dat preventief zitten. De bewaring duurt maximaal veertien dagen en kan niet door de rechter-commissaris worden verlengd. Voorlopige hechtenis is, behalve bij verdenking van een terroristisch misdrijf, alleen mogelijk wanneer er tegen de verdachte ernstige bezwaren bestaan. Dit houdt in dat er een stevig vermoeden van schuld moet zijn. Tevens moet de verdachte verdacht worden van een misdrijf waarop wettelijk een maximumstraf van 4 jaren of meer is gesteld, een zogenaamd VH‐feit. Er bestaan ook uitzonderingen op die '4-jaarsregel'. Zo hoeft iemand die verdacht wordt van een misdrijf waar gevangenisstraf op is gesteld en die geen vaste woon- of verblijfplaats in Nederland heeft niet te voldoen aan die regel. De wet schrijft daarnaast voor dat een gegrond bevel tot voorlopige hechtenis slechts kan worden gegeven als er, kort gezegd, sprake is van vluchtgevaar of als de maatschappelijke veiligheid vrijheidsbeneming vereist.

#### Gevangenhouding
Na veertien dagen eindigt de inbewaringstelling. Vindt de officier van justitie dat de verdachte langer in voorlopige hechtenis moet blijven, dan zal hij de raadkamer van de rechtbank om een bevel tot gevangenhouding vragen. De verdachte wordt wel in de gelegenheid gesteld om zijn mening te geven. Het hieruit volgende bevel tot gevangenhouding geldt voor een periode variërend van 30 tot 90 dagen. In geval de raadkamer van de rechtbank een bevel geeft voor een periode van 30 of 60 dagen, kan dit (telkens) worden verlengd, nadat de strafzaak van de verdachte weer is beoordeeld door de raadkamer van de rechtbank, totdat de verdachte in totaal de volledige 90 dagen van de gevangenhouding in hechtenis heeft doorgebracht. Binnen deze termijn moet de strafzaak van de verdachte door de rechtbank zijn behandeld. Dat hoeft nog geen inhoudelijke behandeling te zijn: vaak zijn er een of meer pro-formazittingen waar de zaak wordt aangehouden en waarmee automatisch de voorlopige hechtenis wordt verlengd. Binnen 90 dagen na een pro-formazitting moet er een nieuwe zitting komen waarbij opnieuw wordt beoordeeld of de verdachte in voorlopige hechtenis moet blijven.  Zolang de strafzaak duurt kan de verdachte in voorlopige hechtenis blijven. Deze duur is echter beperkt tot de redelijke termijn van de behandeling van de zaak, zoals gesteld in artikel 6 lid 1 van het Europees Verdrag voor de Rechten van de Mens (EVRM).

#### Beëindiging
De voorlopige hechtenis, de bewaring en gevangenhouding bij elkaar kunnen tussentijds beëindigd worden, waardoor de verdachte vrij komt. Een schorsing van de voorlopige hechtenis kan ook, maar kan later weer worden teruggedraaid, bijvoorbeeld wanneer een verdachte zich niet aan de voorwaarden heeft gehouden die aan de schorsing verbonden waren.
| Onderdeel van het voorarrest | Duur                                                           |
| --- | -------------------------------------------------------------- |
| Ophouding voor onderzoek (strafbaar feit waarvoor voorlopige hechtenis is toegelaten)                                                    | 9 uur (de nacht (00:00-09:00 uur) wordt hierin niet meegeteld) |
| Ophouding voor onderzoek (strafbaar feit waarvoor voorlopige hechtenis niet is toegelaten)                                               | 6 uur (de nacht (00:00-09:00 uur) wordt hierin niet meegeteld) |
| Verlenging van ophouden voor onderzoek ter vaststelling van identiteit (strafbaar feit waarvoor voorlopige hechtenis niet is toegelaten) | 6 uur (de nacht (00:00-09:00 uur) wordt hierin niet meegeteld) |
| Inverzekeringstelling | maximaal 6 dagen (in twee termijnen van 3 dagen)               |
| Voorlopige hechtenis |                                                                |
| Bewaring | maximaal 14 dagen                                              |
| Gevangenhouding/gevangenneming | maximaal 90 dagen (in drie termijnen van 30 dagen)             |

### Vervangende hechtenis
Dit kan plaatsvinden na oplegging van boete en taakstraf. Kan men de boete uiteindelijk niet betalen en is het ook niet mogelijk om de boete te verhalen op bezittingen van de veroordeelde, dan wordt deze ingesloten voor minstens één dag en maximaal één jaar. In principe zit men voor elke €50,- één dag vast. Met elke dag dat men vastzit, neemt het nog resterende bedrag dus met €50,- af (zie art. 24c lid 3 Wetboek van Sr.). Een soortgelijk systeem kennen we als de taakstraf niet naar behoren is uitgevoerd. Ook hier geldt het minimum van één dag, maar een maximum van acht maanden. De rekenregel is als volgt: 2 uur taakstraf wordt vervangen door 1 dag vervangende hechtenis, 60 uur taakstraf wordt vervangen door 1 maand vervangende hechtenis.

### Hechtenis als straf
De rechter kan deze straf opleggen bij een veroordeling voor een overtreding. Er zijn enkele misdrijven in het wetboek van strafrecht waar hechtenis als straf kan worden opgelegd.   Deze straf wordt nauwelijks gebruikt: 0,1% van de in 2004 door de rechter opgelegde sancties betrof de oplegging van hechtenis.

### Eventuele schadevergoeding
Op grond van art.89 Sv e.v. kan de rechter aan een ex-verdachte, indien een door het Openbaar Ministerie tegen hem gevoerde strafzaak is geëindigd zonder oplegging van straf of maatregel of met zodanige oplegging, doch op grond van een feit waarvoor voorlopige hechtenis niet is toegelaten, en de rechter daarvoor – alle omstandigheden in aanmerking genomen – gronden van billijkheid aanwezig acht, een vergoeding toekennen voor schade die diegene heeft geleden ten gevolge van de in die zaak ondergane verzekering en voorlopige hechtenis.
Anno 2013 bedraagt de normschadevergoeding € 105,- per dag indien het voorarrest is doorgebracht in een politiecel. Indien het voorarrest is doorgebracht in een huis van bewaring bedraagt de normvergoeding € 80,- per dag. Gaat het verblijf gepaard met beperkingen of betreft het huis van bewaring een extra beveiligde inrichting, dan komt daar nog € 50,- per dag bovenop.
De ex-verdachte moet daarbij echter zelf de schade weten te beperken, zo oordeelde het Gerechtshof Arnhem in april 2007 (ECLI:NL:GHARN:2007:BD8179) in een zaak waar door hem schadevergoeding werd geclaimd wegens het verlies van zijn baan: hij had de door hem geleden schade ten gevolge van het tussentijds eindigen van zijn tijdelijke dienstverband dienen te beperken door zich te verzetten tegen het hem door zijn toenmalige werkgever gegeven ontslag op staande voet en/of na zijn invrijheidstelling voldoende sollicitatieactiviteiten te ontplooien, gericht op het weer verkrijgen van werk.